# Kommunale Tjenestemænd og Overenskomstansatte
Kommunale Tjenestemænd og Overenskomstansatte (KTO), er en interesseorganisation og sammenslutning, som pr. 2007 består af 48 medlemsorganisationer med hovedkontor i København.
Organisationen formål er at optræde fælles i forhandlinger om generelle løn- og ansættelsesvilkår for kommunalt ansatte tilsluttet KTO.
De 48 medlemsorganisationer er opdelt i fire valggrupper, henholdsvis Landsorganisationen i Danmark (LO), Funktionærernes og Tjenestemændenes Fællesråd (FTF), Akademikerne (AC) samt øvrige organisationer.
Formand er Anders Bondo Christensen.

## Ekstern henvisning
KTO’s hjemmeside